# Кравченко Сергій Тимофійович
Сергій Тимофійович Кра́вченко (нар. 4 липня 1914, Ханженкове — пом. 16 січня 2001, Київ) — український художник; член Спілки художників України з 1959 року. Батько графіка Жанетти Кравченко, дід графіка Романа Шості.

## Біографія
Народився 4 липня 1914 року в селі Ханжонковому (тепер Донецька область, Україна). 1942 року у Самарканді закінчив Київський художній інститут (викладачі Карпо Трохименко, Микола Самокиш).
Після повернення до Києва впродовж 1944–1947 років працював у Комітеті мистецтв; директором художньої школи; у 1949–1953 роках — головним художником у видавництві «Молодь», потім на творчій роботі. Член КПРС з 1958 року.
Жив у Києві, в будинку на вулиці Малій Китаївській № 29, квартира 9. Помер у Києві 16 січня 2001 року.

## Творчість
Працював у галузі станкового живопису і книжкової графіки. У реалістичному стилі сторював ілюстрації до книг, олійні портрети, монументальні історико-героїчні полотна. Серед робіт:
ілюстрації до книг
- «На Далекій Півночі» Василя Денисенка (1953);
- «Оповідання» Петра Козланюка (1954);
- «Оповідання про генерала Ватутіна» Олександра Воїнова (1958);
- «Малиновий дзвін» Юрія Збанацького (1960);
- «Глибоким рейдом» Геннадія Головіна (1966);
- трилогії «В людях», «Дитинство», «Мої университети» Максима Горького (1971);
- «На крилах весен» Івана Цюпи (1982);

живопис
- «Поразка німців під Ростовом» (1942);
- «Забійниця Н. Кузьменко» (1945);
- «Партизанська атака» (1945);
- «Звільнення Донбасу» (1945);
- «Рейд Наумова» (1946);
- «Розвідники брати Науменки» (1946);
- «Григорій Котовський» (1947);
- «Олександр Пархоменко» (1947);
- «Семен Палій переслідує обоз шведів» (1948);
- «Селянське повстання в Україні» (1948);
- «Герой Соціалістичної Праці Іван Валігура» (1949);
- «Балерина Галина Уланова» (1959);
- «Богдан Хмельницький» (1987);
- «Бригада Григорія Котовського на марші» (1989);
- «На Січ» (1996);
- «Тарас Бульба з синами» (1998);
- серія «Академіки НАНУ» (1997—1998);

діафільми
- «Червона хустина» (1963, за однойменним оповіданням Андрія Головка);
- «Захар Беркут» (1964, за однойменною повістю Івана Франка);
- «Коліївщина» (1964);
- «Кирило Кожум'яка» (1964);
- «Устим Кармелюк» (1982).

Брав участь у республіканських мистецьких виставках з 1946 року.
Деякі картини роботи зберігаються у Національному музеї Тараса Шевченка у Києві, Донецькому, Полтавському, Луганському художніх музеях, Національному історико-культурному заповіднику «Поле Полтавської битви».